# Chandragupta Maurya
Chandragupta Maurya va ser el fundador i primer rei de l'imperi Maurya.

## Orígens
El llinatge de Chandragupta encara és misteriós, amb poc conegut però cert, hi ha uns quantes punts de vista pel que fa al seu origen, cada un amb el seu propi grup de partidaris.
Mentre molts historiadors indis consideren el punt de vista que Chandragupta era un fill il·legítim de la dinastia Nanda de Magadha a l'Índia oriental, nascut d'un príncep Nanda i una criada anomenada "Mura". Unes altres tradicions literàries posteriors deien que Chandragupta podria haver estat nascut en una família de cuidadors de paons (Sànscrit: Mayura-Poshakha), i així va guanyar l'epítet de Maurya. Els budistes i les tradicions jainistes demostren la suposada connexió entre el Moriya (Maurya) i Mora o Mayura (paó). Encara hi ha unes altres tradicions literàries segons les quals Chandragupta pertanyia als Moriyas, un clan Kshatriya (guerrer) de la petita i antiga república de Pippalivana situada entre Rummindei al Nepali Tarai i Kasia al districte Gorakhpur d'Uttar Pradesh.
Hi ha diferents teories quant als orígens de Chandragupta Maurya. Una possibilitat seria que Chandragupta vingués de Magadha, possiblement com el fill d'un príncep Nanda i una criada que anomenaven "Mura". Una gent de kshatriya coneguda com els "Mauryas" que havien rebut les relíquies del Buda també són esmentats al Mahaparinibbana Sutta del Digha Nikaya. Llavors els Moriyas de Pipphalivana van anar a saber que Kusinara el Beneït havia mort. I van enviar un missatge al Mallas de Kusinara, dient: "Aquest Beneït era de la casta dels guerrers, i nosaltres també ho som. Som dignes de rebre una part de les relíquies d'aquest Beneït. Aixecarem una stupa a sobre de les relíquies d'aquest Beneït i farem un festival en el seu honor."
D'altres afirmen que els Mauryes van ser els Muras o més aviat els Mors. Un altre punt de vista de l'origen dels Kshatriya que s'ha proposat és que serien del llinatge dels escites indoeuropeus. Una altra escola de pensament, on figuren acadèmics com en B.M. Barua, Dr. J.W. McCrindle, Dr. P.P. Spooner, el Dr. H.C. Seth, el Dr. Ram Hari Gupta, el Dr. Ranajit Pal i Kirpal Singh és que han connectat a Chandragupta a Gandhara (o Cambodja), actual Pakistan. Sobre la base de la interpretació dels escrits de Plutarc i Apià, afirmen que Chandragupta Maurya podria haver sigut de la frontera nord-oest de la regió, possiblement a la d'Assakenoi o Ashvaka i el clan Kshatriya de la vall de Swat/ vall de Kunar (l'actual Koh-I-Mor o Mer-coh; el Meros de les escriptures clàssiques). Ashvakas va ser una part de Cambodja i es dedicaven exclusivament a la cultura del cavall i es va observar la concessió de préstecs pels serveis de cavalleria.

## La seva joventut
Molt poc se sap sobre la joventut de Chandragupta Maurya i molt del que se sap s'obté a partir de la literatura clàssica en sànscrit més tardana, així com de les fonts clàssics gregues i llatines que es refereixen a Chandragupta Maurya pels noms "Sandracottos" o "Andracottus". Va ser un model pels següents governants.
D'acord amb les fonts, Chanakya, un professor de la universitat de Takshila en el moment de la invasió d'Alexandre el Gran, es va trobar el nen Chandragupta del regne de Maghada (est de l'Índia). Conta la història com Chandragupta jugava amb els seus amics fent de rei i estava passant comptes amb un altre noi que feia de criminal. Chanakya va veure-ho i va quedar impressionat del sentit de la justícia de Chandragupta. Chanakya va preguntar a la seva mare per ell i llavors el va educar a Takshila. També es creu que Chandragupta va néixer del llinatge reial. La seva mare es deia "Mura" i d'aquí ve el nom pel que es coneixerà la seva dinastia, Maurya.
Plutarc narra que es va trobar amb Alexandre el Gran, probablement a prop de Takshila, al nord-est, i que considerava que l'imperi Nanda estava mal governat:
| « | " Andracottus, quan encara era jove, conegué Alexandre, i hom ens ha contat que, posteriorment, deia que Alexandre perdé per poc l'oportunitat d'ensenyorir-se del país, ja que el seu rei era odiat i menyspreat a causa de la seva amoralitat i orígens humils." | » |

Segons aquest text, la trobada hauria succeït cap al 326 aC, cosa que indica que Chandragupta hauria nascut cap al 340 aC
L'historiador Justí descriu els orígens humils de Chandragupta i explica la forma com va menar l'aixecament contra el rei Nanda:
| « | "Era d'origen humil, però va ser empès a adquirir el tron pel seu superior poder de la ment. Quan després d'haver ofès al rei de Nanda per la seva insolència va ser condemnat a mort pel rei i ràpidament es va salvar per la velocitat dels seus peus...els bandits es van reunir i va invitar els indis a un canvi d'estat." | » |

## Fundació de l'imperi Maurya
Durant la invasió d'Alexandre, Chanakya era professor de la universitat de Tàxila. El rei de Tàxila i Gandhara, Ambhi (conegut també com a Taxiles), va fer un tractat amb Alexandre i, així, no lluitar contra ell. Chanakya va veure la invasió estrangera en contra de la cultura índia i van buscar l'ajuda d'altres reis que s'unissin i lluitessin contra Alexandre. Poros (Parvateshwar), un rei del Panjab, va ser l'únic rei local que va ser capaç de desafiar Alexandre en la batalla del riu Hidaspes però va ser derrotat.
Chanakya, a continuació, es va dirigir a Maghada més a l'est per buscar l'ajuda de Dhana Nanda, que va governar un vast imperi que s'estenia des de Bihar i Bengala a l'est a la part oriental del Panjab a l'oest, però ell es va negar a oferir cap mena d'ajuda. Després d'aquest incident, Chanakya va començar a sembrar les llavors de la construcció d'un imperi que pogués protegir els territoris indis de la invasió estrangera ensenyant al seu deixeble Chandragupta.

## Chanakya
Assessor o primer ministre de Chandragupta, Chanakya també conegut com a Kautilya que va ser l'autor de la Arthashastra, és considerat com l'arquitecte de Chandragupta i la seva ràpida arribada al poder. Chandragupta Maurya, amb l'ajuda de Chanakya va arribar a la fundació de l'imperi Maurya. En totes les diferents llegendes sobre Chanakya es diu que va ser expulsat de la cort Nanda pel rei i després va jurar que es venjaria. Estant a Maghada, Chanakya per casualitat es va trobar amb Chandragupta veient en ell una gran capacitat militar i política. Chanakya estava impressionat per la personalitat del príncep i la intel·ligència, i immediatament va prendre el nen sota la seva protecció.
Depenent de la interpretació dels contes de Justí, la segona versió de la història anterior és que Chandragupta havia acompanyat a Chanakya cap a Pataliputra i, ell mateix va ser insultat per Dhana Nanda (Nandrum segons Justí). Si aquesta versió dels contes de Justí és acceptada, llavors l'opinió de què Chanakya havia comprat a Chandragupta a Bihar pel camí de tornada a Tàxila, es converteix en irrellevant. Chanakya era sagaç i va capacitar a Chandragupta i el va portar sota la seva experta direcció i junts van planejar la conquesta de l'imperi Nanda.

## L'exèrcit de Nanda

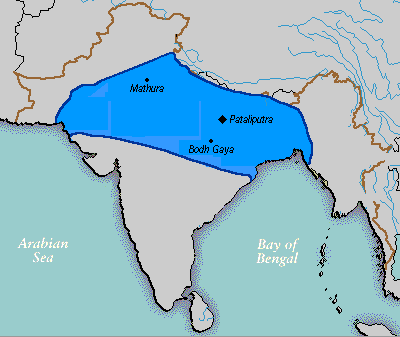
Extensió màxima de l'Imperi Nanda.

Segons Plutarc, a la batalla d'Alexandre al riu Hidaspes, l'exèrcit de l'imperi Nanda es componia d'uns 200.000 homes d'infanteria, 80.000 de cavalleria, 8.000 carros i 6.000 elefants de guerra, i això va desmoralitzar els homes d'Alexandre, que no van seguir avançant en aquella direcció i no van conquerir més territori a l'Índia.
| «                                                     | Però aquest últim combat amb Porus va acabar amb l'última engruna de valentia dels macedonis i no van progressar més per l'Índia. Per haver considerat suficients els vint mil homes a peu i els dos mil cavalls amb què van haver de lluitar van pensar que tenien motius suficients amb què oposar-se a Alexandre de la manera amb què ell havia dissenyat com creuar el Ganges ja que se'ls va dir que tenia sis quilòmetres i mig d'amplada i uns dos metres de profunditat, i hi havia multitud d'enemics a cobert esperant-los a l'altra banda del riu. Es va dir als reis dels gandaritans i els praesians que esperessin allí amb 80.000 homes a cavall, 200.000 homes a peu, 8.000 carros armats i 6.000 elefants de combat. No era un simple informe sinó que estava fet per desanimar-los. | » |
| — Plutarc, Vides paral·leles, Vida d'Alexandre 62,1-4 | |   |

Amb l'objectiu de derrotar el poderós exèrcit Nanda, Chandragupta va necessitar reclutar un exèrcit formidable.

## Conquesta dels territoris macedonis de l'Índia

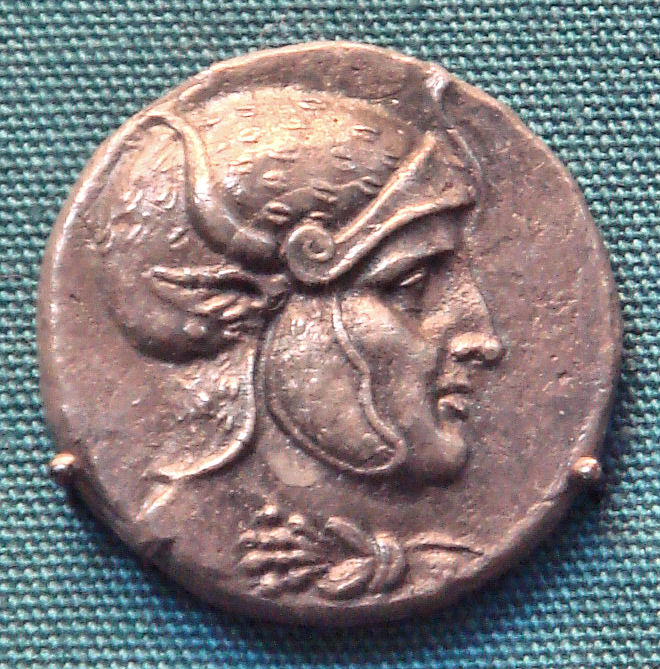
Moneda amb l'efígie de Seleuc.

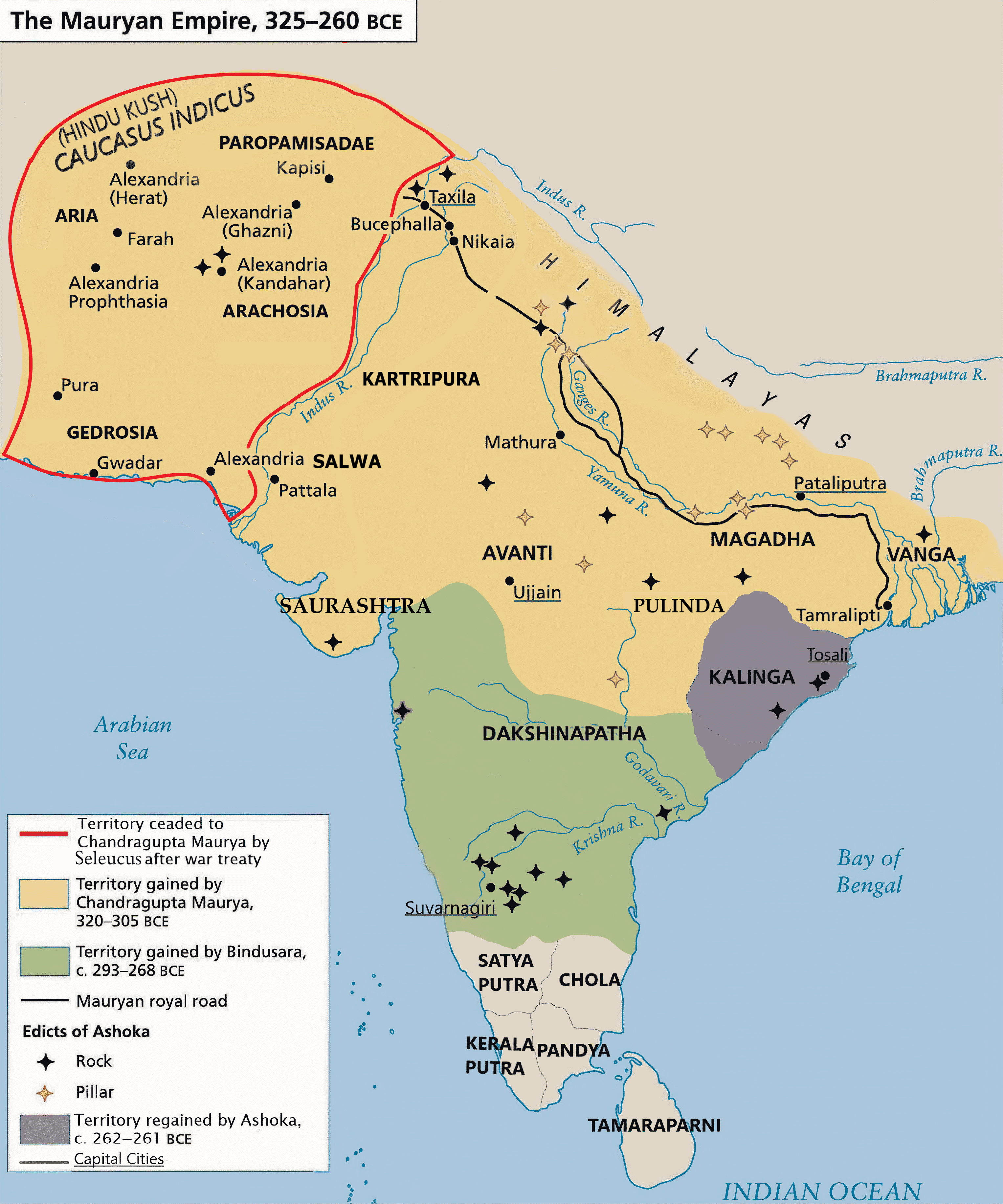
L'Imperi de Chandragupta.

Després de la mort d'Alexandre el Gran al 323 aC, Chandragupta va girar la seva atenció a l'Índia nord-occidental (Pakistan modern), on va derrotar els sàtrapes (descrits com "prefectes" en les fonts clàssiques occidentals) deixats per Alexandre (segons Justí), i podria haver assassinat dos dels seus governadors, Nicànor i Filip. Els sàtrapes amb els quals lluitava inclòs Eudem, governant al Panjab occidental fins a la seva sortida al 317 aC; i Pitó, fill d'Agenor, governant de les colònies gregues al llarg de l'Indus fins a la seva sortida cap a Babilònia el 316 aC. L'historiador romà Justí va descriure com Sandrocottus (versió grega del nom de Chandragupta) va conquerir el nord-oest:
| «                                              | "Índia, després de la mort d'Alexandre, va haver d'assassinar els seus prefectes, com si sacsegés el pes de la servitud. L'autor d'aquesta alliberació va ser Sandracottos, però va haver de transformar alliberament en servitud després de la victòria, després de prendre el tron, ell mateix va oprimir la mateixa gent que havia alliberat de la dominació estrangera. | » |
| — -Justí, Historiarum Philippicarum libri XLIV | |   |

| «                                               | "Era d'origen humil, però aconseguí arribar al tron gràcies a la seva ment superior. Quan després d'ofendre el rei de Nanda per la seva insolència, se'l va condemnar a mort i es va salvar per la velocitat dels seus propis peus | » |
| — -Justí, Historiarum Philippicarum libri XLIV, | |   |

| «                                                       | "Més tard, mentre s'estava preparant per la guerra contra els prefectes d'Alexandre, un elefant salvatge enorme se n'anava cap a ell i el portava al seu darrere com si el domestiqués, i es va convertir en un lluitador notable i un líder en la guerra. Havent adquirit així poder reial, Sandracottos posseïa l'Índia a l'època en què Seleuc s'estava preparant per una glòria futura. | » |
| — -Justí, Historiarum Philippicarum libri XLIV, XV.4.19 | |   |

Havent consolidat el poder al nord-oest, Chandragupta se'n va anar a l'est cap a l'Imperi Nanda.

## Conquesta de l'imperi Nanda
Chanakya havia entrenat Chandragupta i sota el seu consell junts planejaven la destrucció de Dhana Nanda. El Mudrarakshasa de Visakhadutta així com la feina de Jaina parlant amb Parisishtaparvan de l'aliança de Chandragupta amb el rei de l'Himàlaia Parvatka, a vegades identificat com Porus.
Al Chandraguptakatha el protagonista i Chanakya van ser inicialment repel·lits per les forces Nanda. Malgrat tot, en la subsegüent guerra, Chandragupta va anar a fora contra Bhadrasala comandant dels exèrcits de Dhana Nanda. Va poder derrotar finalment a Bhadrasala i Dhana Nanda en una sèrie de batalles, acabant amb el setge de la capital Kusumapura i la conquesta de l'Imperi Nanda al voltant del 321 aC, fundant així l'Imperi Maurya el més fort al nord de l'Índia abans que Chandragupta tingués aproximadament 20 anys.